# Santiago Schirone
Santiago Schirone, vollständiger Name Santiago Andrés Schirone Álvarez, (* 15. Februar 1996 in Montevideo) ist ein uruguayischer Fußballspieler.

## Karriere
Der 1,71 Meter große Mittelfeldakteur Schirone stand mindestens seit der Clausura 2015 beim Erstligisten Danubio FC unter Vertrag. Dort gab er unter Trainer Leonardo Ramos am 2. April 2015 sein Pflichtspieldebüt bei der 0:4-Auswärtsniederlage gegen Corinthians São Paulo in der Copa Libertadores 2015, als er in der 51. Spielminute für Agustín Viana eingewechselt wurde. In der Saison 2014/15 wurde er in der Primera División nicht eingesetzt. Im Juli 2015 wurde er an den Zweitligisten Miramar Misiones ausgeliehen. Dort absolvierte er in der Apertura 2015 bislang (Stand: 14. Februar 2016) zwei Ligaspiele (kein Tor). Anfang Februar lieh ihn der Zweitligakonkurrent Club Oriental de Football aus, bei dem er in der Clausura 2016 zehnmal (kein Tor) in der Liga eingesetzt wurde. Danach kehrte er zunächst zu Danubio zurück, wurde aber Ende Juli 2016 an Deportivo Maldonado abgegeben.